# Abbazia territoriale di Einsiedeln
L'abbazia territoriale di Einsiedeln (in latino Abbatia Territorialis Einsiedlensis) è una sede della Chiesa cattolica in Svizzera immediatamente soggetta alla Santa Sede. Nel 2021 contava 40 battezzati su 40 abitanti. È retta dall'abate Urban Federer, O.S.B.

## Territorio
La diocesi comprende l'abbazia nella città di Einsiedeln, nel cantone svizzero di Svitto, dove si trova la cattedrale abbaziale di Nostra Signora dell'Assunzione e San Maurizio.

### La chiesa abbaziale
La chiesa abbaziale, nell'attuale forma, fu iniziata nel 1719 per volere dell'abate di allora, Thomas Schenklin, e fu costruita sui disegni di Caspar Moosbrugger (1656-1723), architetto e confratello benedettino.
Si tratta di un edificio in stile barocco e rococò a navata unica, il cui inizio dal portale d'ingresso è segnato da uno spazio ottagonale, sormontato da una cupola, al centro del quale è posta la Cappella della Madonna Nera, rivestita di marmi neri e bianchi di Salisburgo.
È uno degli esempi più importanti dell'arte rococò tedesca.
Ad essa hanno lavorato tra gli altri i fratelli Egid Quirin e Cosmas Damian Asam e il pittore Carlo Innocenzo Carloni.

## Storia
Sul sito ove sorge l'abbazia, l'eremita san Meinrado († 861) aveva fatto erigere una cappella. Dopo il suo assassinio, vi si trasferì come eremita il venerabile Bennone, che seguito da alcuni discepoli, fece ricostruire, ampliandola, la cappella di san Meinrado e fece dissodare il terreno circostante ponendo così le basi per la futura abbazia (Bennone era stato nominato nel 927 da Enrico I di Sassonia, vescovo di Metz, ove rimase un paio di anni e di dove tornò in questo luogo, non potendo più esercitare il suo ministero episcopale perché accecato da un gruppo di cittadini di Metz).
L'abbazia territoriale fu eretta nel 934 da Everardo, che ne fu il primo abate. Durante il Medioevo fu un'abbazia imperiale e un'importante stazione lungo il Cammino di Santiago; nel XIV secolo divenne a sua volta meta di pellegrinaggi per il simulacro della Madonna Nera. La statua attuale, tardogotica, risale alla metà del XV secolo e sostituisce una precedente statua romanica.
È il più importante santuario mariano in Svizzera.
Il 7 maggio 1907 papa Pio X dichiarò con un motu proprio che l'Abbazia di Einsiedeln era un'abbazia nullius, questa condizione fu confermata da papa Pio XII con la bolla Insignis Einsiedlensis del 13 dicembre 1948.

## Cronotassi degli abati
Si omettono i periodi di sede vacante non superiori ai 2 anni o non storicamente accertati.
- Sant’Everardo, O.S.B. † (934 - 958)
- Beato Thietland, O.S.B. † (958 - 964)
- Beato Gregor, O.S.B. † (964 - 996)
- Wirunt, O.S.B. † (996 - 1026)
- Embrich, O.S.B. † (1026 - 1051)
- Hermann I, O.S.B. † (1051 - 1065)
- Heinrich I, O.S.B. † (1065 - 1070)
- Beato von Wolhusen, O.S.B. † (1070 - 1090)
- Rudolf I, O.S.B. † (1090 - 1101)
- Gero, O.S.B. † (1101 - 1122)
- Wernher I, O.S.B. † (1122 - 1142)
- Rudolf II, O.S.B. † (1142 - 1171)
- Wernher II von Toggenburg, O.S.B. † (1173 - 1192)
- Ulrich I von Rapperswil, O.S.B. † (1192 - 1206)
- Bertold von Waldsee, O.S.B. † (1206 - 1213)
- Konrad I von Thun, O.S.B. † (1213 - 1233)
- Anselm von Schwanden, O.S.B. † (1233 - 1266)
- Ulrich II von Winneden, O.S.B. † (1267 - 1277)
- Peter I von Schwanden, O.S.B. † (1277 - 1280)
- Heinrich II von Güttingen, O.S.B. † (1280 - 1299)
- Johannes I von Schwanden, O.S.B. † (1299 - 1327)
- Johannes II von Hasenburg, O.S.B. † (1327 - 1334)
- Konrad II von Gösgen, O.S.B. † (1334 - 1348)
- Heinrich III von Brandis, O.S.B. † (1348 - 1357)
- Nikolaus von Gutenberg, O.S.B. † (1357 - 1364)
- Markwart von Grünenberg, O.S.B. † (1364 - 1376)
- Peter II von Wolhusen, O.S.B. † (1376 - 1386)
- Ludwig I von Thierstein, O.S.B. † (1387 - 1402)
- Hugo von Rosenegg, O.S.B. † (1402 - 1418)
- Burkard von Krenkingen-Weissenburg, O.S.B. † (1418 - 1438)
- Rudolf III von Hohensax, O.S.B. † (1438 - 1447)
- Franz von Hohenrechberg, O.S.B. † (1447 - 1452)
- Gerold von Hohensax, O.S.B. † (1452 - 1469)
- Konrad III von Hohenrechberg, O.S.B. † (1480 - 1526)
- Ludwig II Blarer, O.S.B. † (1526 - 1544)
- Joachim Eichhorn, O.S.B. † (1544 - 1569)
- Adam Heer, O.S.B. † (1569 - 1585)
- Ulrich III Wittwiler, O.S.B. † (1585 - 1600)
- Augustin I Hofmann, O.S.B. † (1600 - 1629)
- Plazidus Reimann, O.S.B. † (1629 - 1670)
- Augustin II Reding, O.S.B. † (1670 - 1692)
- Raphael Gottrau, O.S.B. † (1692 - 1698)
- Maurus von Roll, O.S.B. † (1698 - 1714)
- Thomas I Schenklin, O.S.B. † (1714 - 1734)
- Nikolaus II Imfeld, O.S.B. † (1734 - 1773)
- Marian Müller, O.S.B. † (1773 - 1780)
- Beat Küttel, O.S.B. † (1780 - 1808)
- Konrad IV Tanner, O.S.B. † (1808 - 1825)
- Cölestin Müller, O.S.B. † (1825 - 1846)
- Heinrich IV Schmid, O.S.B. † (1846 - 1874)
- Basilius Oberholzer, O.S.B. † (15 marzo 1875 - 1895)
- Columban Brügger, O.S.B. † (28 febbraio 1896 - 1905)
- Thomas d'Aquino Bossart, O.S.B. (30 maggio 1905 – 1923)
- Ignaz Giuseppe Tommaso Staub, O.S.B. (19 dicembre 1923 – 1947)
- Benno Walter Gut, O.S.B. † (15 aprile 1947 - 24 novembre 1959 nominato abate generale dell'Ordine di San Benedetto)
- Rainmund (Franz Julius) Tschudy, O.S.B. † (29 ottobre 1959 - 5 settembre 1969 dimesso)
- Georg (Karl Maria) Holzherr, O.S.B. † (10 ottobre 1969 - 9 novembre 2001 ritirato)
- Martin (Stefan) Werlen, O.S.B. (10 novembre 2001 - 4 ottobre 2013 dimesso)
- Urban Federer, O.S.B., dal 10 dicembre 2013

## Statistiche
L'abbazia territoriale nel 2021 su una popolazione di 40 persone contava 40 battezzati, corrispondenti al 100,0% del totale.
| anno | popolazione | popolazione | popolazione | presbiteri | presbiteri | presbiteri | presbiteri                | diaconi | religiosi | religiosi | parrocchie |
| anno | battezzati  | totale      | %           | numero     | secolari   | regolari   | battezzati per presbitero | diaconi | uomini    | donne     | parrocchie |
| ---- | ----------- | ----------- | ----------- | ---------- | ---------- | ---------- | ------------------------- | ------- | --------- | --------- | ---------- |
| 1950 | 550         |             |             | 126        |            | 126        | 4                         |         | 195       |           |            |
| 1970 | 550         | 550         | 100,0       | 70         |            | 70         | 7                         |         | 130       |           | 1          |
| 1980 | 336         | 340         | 98,8        | 63         |            | 63         | 5                         |         | 102       | 4         | 1          |
| 1990 | 219         | 225         | 97,3        | 51         |            | 51         | 4                         |         | 98        | 1         | 1          |
| 1999 | 96          | 96          | 100,0       | 48         |            | 48         | 2                         | 1       | 87        |           | 1          |
| 2000 | 85          | 85          | 100,0       | 45         |            | 45         | 1                         | 1       | 83        |           | 1          |
| 2001 | 85          | 85          | 100,0       | 45         |            | 45         | 1                         | 1       | 79        |           | 1          |
| 2002 | 90          | 90          | 100,0       | 61         |            | 61         | 1                         | 1       | 86        | 86        |            |
| 2003 | 88          | 88          | 100,0       | 61         |            | 61         | 1                         | 1       | 85        | 84        | 1          |
| 2004 | 85          | 85          | 100,0       | 60         |            | 60         | 1                         | 1       | 85        | 85        | 1          |
| 2007 | 88          | 90          | 97,7        | 57         |            | 57         | 1                         | 1       | 77        | 82        | 1          |
| 2013 | 70          | 70          | 100,0       | 44         |            | 44         | 1                         |         | 63        | 82        | 1          |
| 2016 | 70          | 70          | 100,0       | 44         |            | 44         | 1                         |         | 54        | 82        | 1          |
| 2019 | 47          | 47          | 100,0       | 39         |            | 39         | 1                         |         | 47        | 82        |            |
| 2021 | 40          | 40          | 100,0       | 33         |            | 33         | 1                         |         | 40        |           |            |